# Defekace

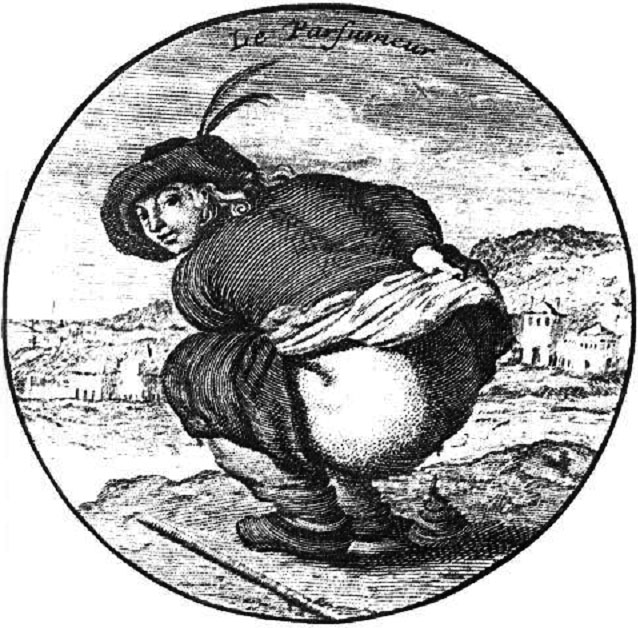
Defekující muž na novověkém vyobrazení

Defekace (vulg. sraní) je vylučování tuhého nebo polotuhého odpadního materiálu z trávicí soustavy. Jeho frekvence u člověka je vysoká při průjmu, za běžných okolností 3× denně až 3× za týden. Jak často člověk chodí na velkou stranu je individuální. Vlny svalových kontrakcí ve stěnách tlustého střeva, které se nazývají peristaltika, posouvají výkaly zažívacím traktem ke konečníku.

## Mechanismus defekace

Anatomie konečníku (anglicky)

Konečníková ampule (anatomicky též ampulla recti – rozšíření nad konečníkovým kanálem) funguje jako dočasný sklad odpadního materiálu. Když se stěny konečníku rozšiřují rostoucí náplní, stahové receptory nervové soustavy ve stěnách konečníku zajistí relaxaci vnitřního análního svěrače (musculus sphincter ani internus), který je tvořen hladkou svalovinou, tedy neovladatelný vůlí. Zároveň ale také zajistí kontrakci vnějšího análního svěrače (musculus sphincter ani externus), který je z příčně pruhované svaloviny a tudíž ovladatelný vůlí. Tento sval je inervován cestou nervus pudendus, který vychází z křížové pleteně (S2-S4).
Je spuštěn rovněž myenterický reflex: Cestou plexus myentericus (myenterické pleteně) přechází signál až do esovité kličky a sestupného tračníku, kde vyvolá mohutné peristaltické vlny, jež posunují tamější obsah dále do konečníku. Kontrakce konečníku a tlustého střeva vedoucí k vylučování jsou zesilovány parasympatikem. Volní složka rozhoduje o kontrakci respektive relaxaci zevního análního svěrače. Při zadržování stolice je tlak obsahu stále větší a souběžně s ním i nutkání na vyprázdnění. Daný reflex způsobující peristaltické vlny trvá jen několik minut, protože pokud nedojde k relaxaci zevního svěrače, zaniká.
Relaxace zevního análního svěrače je prvním předpokladem k vytlačení obsahu. Vytlačení obsahu se děje činností mnoha kosterních svalů: Během defekace vyvíjejí hrudníkové svaly, bránice, především ale svaly tzv. břišního lisu a pánevní přepážka tlak na zažívací ústrojí. I dýchání dočasně ustane, když plíce tlačí bránici dolů pro vyvinutí tlaku. Krevní tlak v těle roste a množství krve čerpané srdcem se zvyšuje. Vyskytly se případy skonání, když defekace zvýšila krevní tlak natolik, že ten způsobil prasknutí aneuryzmatu (výdutě krevní cévy) nebo vytlačení krevních sraženin (podrobnosti v článku trombóza).

## Vliv potravy
Vláknina v přirozeném přijímaném množství celkově zlepšuje činnost tlustého střeva, čímž má kladný účinek i na defekaci. Zahušťuje obsah tlustého střeva a tím přímo ovlivňuje četnost vyprazdňování stolice. Při absenci vlákniny je zvýšené nebezpečí vzniku průjmů. Také je důležité přijímat dostatečné množství vody.

## Problémy při vyprazdňování
Stav bez kontroly defekace se nazývá fekální inkontinence. Defekace může být vůlí neovladatelná nebo vůlí kontrolovaná. Ztráta kontroly může být způsobena úrazem, při kterém nastane nevratné poškození sakrálních nervů ovládajících dané svaly. Dále intenzivními emocemi (např. při silném úleku, strachu apod.), narušenou absorpcí vody v tlustém střevě (podrobnosti v článku průjem), a psychologickými nebo neurologickými faktory.
Není-li potřeba vykonána, materiál v konečníku je obvykle vrácen do tlustého střeva, kde je z něj absorbována další voda. Je-li defekace pozdržena delší dobu, výkaly mohou ztvrdnout až ke vzniku zácpy. Ty se léčí projímadly (skupina léků laxativa).
Zdravý a pravidelný životní biorytmus přispívá k optimálnímu průběhu vyměšování.
Zácpy i průjmy jsou rizikovými faktory pro vznik hemoroidů.

## Kulturní aspekty
Způsoby defekace se v různých kulturách liší. Ve většině zemí Asie a Afriky je obvyklý tzv. turecký záchod, nad nímž se dřepí, zatímco v západním světě převládá sedací splachovací záchod. Řitní otvor a jeho okolí mohou lidé čistit toaletním papírem, nebo vodou (použitím speciálního umyvadla zvaného bidet).